# Formule de Newton-Cotes

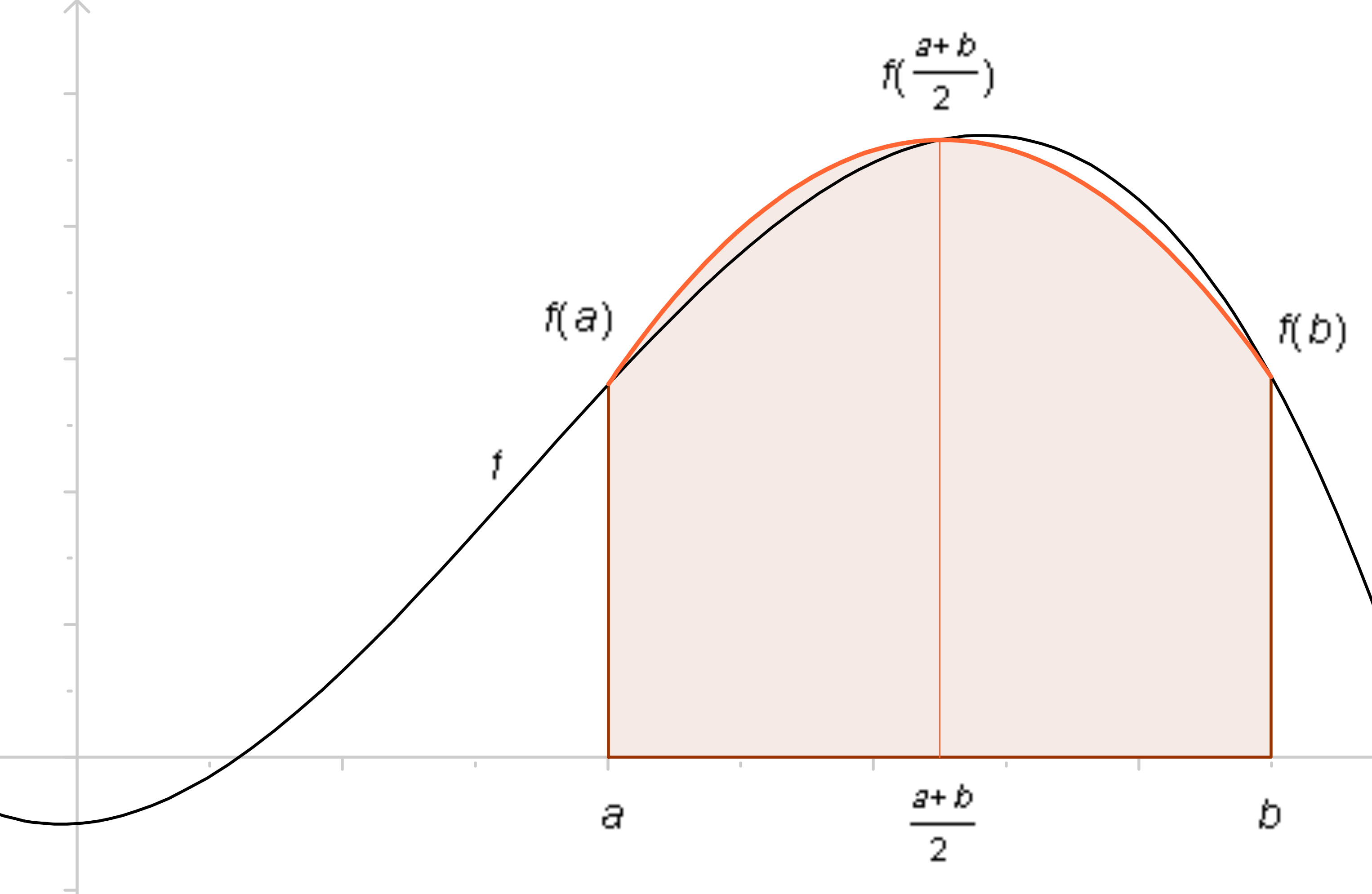
La courbe noire est la courbe représentative de la fonction. La surface orange représente une approximation à l'aide d'une interpolation polynomiale aux points répartis uniformément, et (Méthode de Simpson). Il s'agit d'un cas particulier de la formule de Newton-Cotes.

En analyse numérique, les formules de Newton-Cotes, du nom d'Isaac Newton et de Roger Cotes, servent au calcul numérique d'une intégrale sur un intervalle réel [a, b], ceci à l’aide d’une interpolation polynomiale de la fonction en des points répartis uniformément.

## Méthodologie
La fonction f est évaluée en des points équidistants xi = a + iΔ, pour i = 0, … , n et Δ = (b – a)/n. La formule de degré n est définie ainsi :
où les wi sont appelés les coefficients de quadrature. Ils se déduisent d'une base de polynômes de Lagrange et sont indépendants de la fonction f.
Plus précisément, si L(x) est l'interpolation lagrangienne aux points (xi, f(xi)) et {\displaystyle l_{i}(X)=\prod _{j=0,j\neq i}^{n}{\frac {X-x_{j}}{x_{i}-x_{j}}}}, alors :
Ainsi ;
{\displaystyle w_{i}=\int _{a}^{b}\prod _{j=0,j\neq i}^{n}{\frac {x-x_{j}}{x_{i}-x_{j}}}~{\rm {d}}x.}
Le changement de variable {\displaystyle y={\frac {x-a}{\Delta }}} conduit à l'expression:
{\displaystyle w_{i}={\frac {(b-a)}{n}}{\frac {(-1)^{n-i}}{i!(n-i)!}}\int _{0}^{n}\prod _{k=0,k\neq i}^{n}(y-k)~{\rm {d}}y.}

### Application pourn= 1
En calculant l'expression précédente lorsque n = 1 et i = 0, on obtient
{\displaystyle {\begin{aligned}w_{0}&=(b-a){\frac {(-1)^{1-0}}{0!\,(1-0)!}}\int _{0}^{1}\prod _{k=0,k\neq 0}^{1}(y-k)~{\rm {d}}y\\&=-(b-a)\int _{0}^{1}(y-1)~{\rm {d}}y\\&=-(b-a)\left[{\frac {(y-1)^{2}}{2}}\right]_{0}^{1}\\&={\frac {b-a}{2}}.\end{aligned}}}
On obtient de la même manière {\displaystyle w_{1}={\frac {b-a}{2}}}. On a ainsi retrouvé les coefficients de quadrature de la méthode des trapèzes.

## Premières formules de Newton-Cotes
Soit un intervalle [a, b] séparé en n intervalles de longueur Δ = (b – a)/n. On note fi = f(a + i Δ) et ξ un élément indéterminé de ]a, b[. Les formules relatives aux premiers degrés sont résumées dans le tableau suivant :
| Degré | Nom commun                  | Formule                                                                                        | Terme d'erreur                                                  |
| 1     | Méthode des trapèzes        | {\displaystyle {\frac {b-a}{2}}(f_{0}+f_{1})}                                                  | {\displaystyle -{\frac {(b-a)^{3}}{12}}\,f^{(2)}(\xi )}         |
| 2     | Méthode de Simpson 1/3      | {\displaystyle {\frac {b-a}{6}}(f_{0}+4f_{1}+f_{2})}                                           | {\displaystyle -{\frac {(b-a)^{5}}{2880}}\,f^{(4)}(\xi )}       |
| 3     | Méthode de Simpson 3/8      | {\displaystyle {\frac {b-a}{8}}(f_{0}+3f_{1}+3f_{2}+f_{3})}                                    | {\displaystyle -{\frac {(b-a)^{5}}{6480}}\,f^{(4)}(\xi )}       |
| 4     | Méthode de Boole-Villarceau | {\displaystyle {\frac {b-a}{90}}(7f_{0}+32f_{1}+12f_{2}+32f_{3}+7f_{4})}                       | {\displaystyle -{\frac {(b-a)^{7}}{1935360}}\,f^{(6)}(\xi )}    |
| 6     | Méthode de Weddle-Hardy     | {\displaystyle {\frac {b-a}{840}}(41f_{0}+216f_{1}+27f_{2}+272f_{3}+27f_{4}+216f_{5}+41f_{6})} | {\displaystyle -{\frac {(b-a)^{9}}{1567641600}}\,f^{(8)}(\xi )} |

Les formules relatives aux degrés supérieurs sont donnés dans le tableau suivant :

| Degré | Nombre de points    | Formule | Terme d'erreur                                                                               |
| 7     | Méthode à 8 points  | {\displaystyle {\frac {b-a}{17280}}(751(f_{0}+f_{7})+3577(f_{1}+f_{6})+1323(f_{2}+f_{5})+2989(f_{3}+f_{4}))}                                          | {\displaystyle -{\frac {8183}{518400}}{\frac {(b-a)^{9}}{7^{9}}}\,f^{(8)}(\xi )}             |
| 8     | Méthode à 9 points  | {\displaystyle {\frac {b-a}{28350}}(989(f_{0}+f_{8})+5888(f_{1}+f_{7})-928(f_{2}+f_{6})+10496(f_{3}+f_{5})-4540f_{4}}                                 | {\displaystyle -{\frac {2368}{467775}}{\frac {(b-a)^{11}}{8^{11}}}\,f^{(10)}(\xi )}          |
| 9     | Méthode à 10 points | {\displaystyle {\frac {b-a}{89600}}(2857(f_{0}+f_{9})+15741(f_{1}+f_{8})+1080(f_{2}+f_{7})+19344(f_{3}+f_{6})+5778(f_{4}+f_{5}))}                     | {\displaystyle -{\frac {519}{394240}}{\frac {(b-a)^{11}}{9^{10}}}\,f^{(10)}(\xi )}           |
| 10    | Méthode à 11 points | {\displaystyle {\frac {b-a}{598752}}(16067(f_{0}+f_{10})+106300(f_{1}+f_{9})-48525(f_{2}+f_{8})+272400(f_{3}+f_{7})-260550(f_{4}+f_{6})+427368f_{5})} | {\displaystyle -{\frac {1346350}{326918592}}{\frac {(b-a)^{13}}{{10}^{13}}}\,f^{(12)}(\xi )} |

## Ordre de la méthode
L'ordre d'une formule de quadrature est définie comme le plus grand entier m pour lequel la valeur calculée par la formule vaut exactement l'intégrale recherchée pour tout polynôme de degré inférieur ou égal à m.
L'ordre de la formule de Newton-Cotes de degré n est supérieur ou égal à n, car on a alors L=f pour tout f polynôme de degré inférieur ou égal à n.
On peut en fait montrer le résultat suivant,:

Si n est impair, alors la méthode de Newton-Cotes de degré n est d'ordre n.
Si n est pair, alors la méthode de Newton-Cotes de degré n est d'ordre n+1.

L'ordre donne une indication de l'efficacité d'une formule de quadrature. Les formules de Newton-Cotes sont donc généralement utilisées pour des degrés pairs.

## Convergence
Bien qu'une formule de Newton-Cotes puisse être établie pour n'importe quel degré, l'utilisation de degrés supérieurs peut causer des erreurs d'arrondi, et la convergence n’est pas assurée lorsque le degré augmente à cause du phénomène de Runge. Pour cette raison, il est généralement préférable de se restreindre aux premiers degrés, et d'utiliser des formules composites pour améliorer la précision de la formule de quadrature. Toutefois, la méthode de Newton-Cotes d'ordre 8 est employée dans le livre Computer Methods for Mathematical Computations, de Forsythe, Malcolm et Moler, qui a joui d'un succès certain dans les années 70 et 80. Elle y apparaît sous la forme d'une méthode adaptative : QUANC8.